# Batalha de Mauropótamo
A Batalha de Mauropótamo (em grego: Μάχη τοῦ Μαυροποτάμου) foi travada em 844 entre os forças do Império Bizantino e do Califado Abássida, em "Mauropótamo" (ou na Bitínia setentrional ou na Capadócia). Após a fracassada tentativa imperial de recuperar o Emirado de Creta no ano anterior, os abássidas lançaram um raide na Ásia Menor.
O regente bizantino, Teoctisto, liderou o exército que marchou para deter a invasão, mas foi completamente derrotado e muitos de seus oficiais desertaram para os árabes. Conflitos internos impediram os abássidas de explorarem sua vitória e uma trégua com troca de prisioneiros foi firmada em 845, seguida pelo fim das hostilidades por seis anos, período no qual ambos os lados focaram sua atenção em outros problemas.

## Contexto
Após a restauração da veneração de ícones em março de 843, o governo bizantino, sob a imperatriz-regente Teodora e pelo logóteta do dromo Teoctisto, iniciou decidida campanha contra o principal adversário político e ideológico, o Califado Abássida e seus Estados dependentes. Esta postura agressiva foi por um lado facilitada pela estabilidade interna que o fim da controvérsia iconoclasta trouxe e, por outro, encorajada pelo desejo de justificar a nova política religiosa através de vitórias militares contra os muçulmanos.
A primeira campanha foi a tentativa de reconquistar o Emirado de Creta, liderada pelo próprio Teoctisto, e que inicialmente teve sucesso, mas terminou em desastre. Após conseguir uma vitória contra os árabes, Teoctisto soube de rumores que Teodora pretendia nomear um novo imperador, possivelmente o irmão dela, Bardas. Teoctisto correu de volta para Constantinopla, onde descobriu que o rumor era falso, mas, em sua ausência, o exército bizantino em Creta foi destruído pelos árabes.

## Batalha

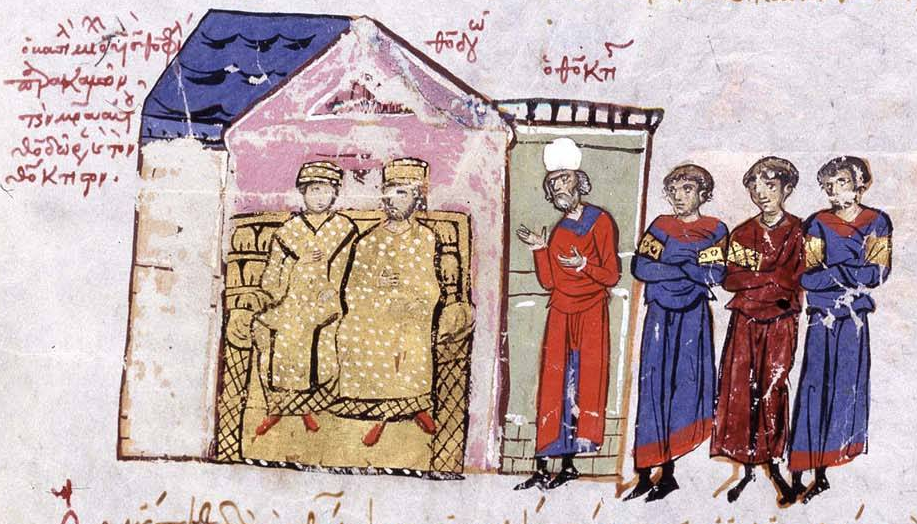
Iluminura representando o imperador r., Teodora e Teoctisto

Em 844, segundo fontes bizantinas, Teoctisto soube de uma invasão árabe na Ásia Menor bizantina liderada por certo Amir, quiçá o semi-autônomo emir de Melitene Ambros. As fontes árabes não mencionam explicitamente esta campanha, mas o acadêmico russo Alexander Vasiliev identificou-a como sendo uma expedição citada nos poemas de Abu Tamam e Buturi, que foi liderada pelo general Abuçaíde e que se realizou durante a regência de Teodora. A participação de Ambros é provável, pois comumente ajudava os califas em seus raides contra os bizantinos.
Segundo relatos árabes, as tropas de Abuçaíde eram formadas por homens dos emirados fronteiriços de Calícala (Erzurum) e Tarso. As forças árabes se reuniram em Ardandune (talvez o forte de Rodando) antes de atacarem os temas Capadócio, Anatólico, Bucelário e Opsiciano. As tropas de Saíde saquearam Dorileia e chegaram até as margens do Bósforo. Teoctisto liderou a defesa contra os invasores, mas foi completamente derrotado em Mauropótamo ("Rio Negro"). A localização exata deste rio, se é que é era um rio ou apenas um topônimo, é disputada; ele era provavelmente um tributário do Sangário na Bitínia ou do Hális na Capadócia. Não apenas os bizantinos sofreram pesadas perdas, mas muitos oficiais graduados bizantinos desertaram para os árabes. Teoctisto retornou para Constantinopla, onde culpou Bardas pelas derrotas recentes e o baniu da capital.

## Resultado
Os abássidas foram incapazes de explorar este sucesso por causa da instabilidade interna do califado. Da mesma forma, os bizantinos preferiram concentrar suas forças contra os aglábidas, que estavam tentando conquistar a Sicília. Assim, uma embaixada bizantina foi enviada a Bagdá em 845, onde foi calorosamente recebida. Os abássidas retribuíram com uma embaixada a Constantinopla, onde os dois Estados concordaram numa trégua e numa troca de prisioneiros, que se realizou às margens do rio Lamos (atual rio Limonlu) em 16 de setembro de 845. Um raide de inverno pelo governador árabe de Tarso logo depois falhou desastrosamente e a fronteira árabo-bizantina ficou em paz por seis anos.